# Obafemi Martins
Obafemi Akinwunmi Martins (ur. 28 października 1984 w Lagos) – nigeryjski piłkarz występujący na pozycji napastnika w chińskim klubie Wuhan Zall. Od początku sezonu 2005–06 regularnie występował w pierwszej jedenastce Interu, lecz później pojawiły się informacje, że piłkarz miałby opuścić włoski zespół. Inter Mediolan pozyskał Hernána Crespo oraz Zlatana Ibrahimovicia. Tym samym na ławce wśród napastników zrobiło się ciasno dla piłkarza z Nigerii. Postanowił on rozpocząć poszukiwania nowego pracodawcy. 24 sierpnia 2006 r. podpisał 5-letni kontrakt z klubem Newcastle United.
31 lipca 2009 roku podpisał 4-letni kontrakt z mistrzem Niemiec VfL Wolfsburg. Latem 2010 roku po sezonie spędzonym w Niemczech przeniósł się do Rubina Kazań, podpisując trzyletni kontrakt. W 2011 roku był wypożyczony do Birmingham City. We wrześniu 2012 przeszedł do hiszpańskiego klubu Levante UD. Od 11 marca 2013 roku, jest piłkarzem Seattle Sounders FC. 18 lutego 2016 roku podpisał kontrakt z drużyną Shanghai Shenhua.
Jest również podstawowym zawodnikiem reprezentacji Nigerii, z którą brał udział w Pucharze Narodów Afryki 2006, 2008 i 2010